# Félix Éboué
Adolphe Sylvestre Félix Éboué (Caiena, 26 de dezembro de 1884 – Cairo, 17 de maio de 1944) foi um administrador colonial francês e líder da França Livre. Ele foi o primeiro francês negro nomeado para um alto cargo nas colônias francesas, quando nomeado governador de Guadalupe em 1936.
Como governador do Chade (parte da África Equatorial Francesa) durante a maior parte da Segunda Guerra Mundial, ele ajudou a construir apoio para a França Livre de Charles de Gaulle em 1940, levando a um amplo apoio eleitoral para a facção gaullista após a guerra. Ele apoiou os africanos instruídos e colocou mais na administração colonial, bem como apoiou a preservação da cultura africana. Ele foi o primeiro negro a ser enterrado no Panteão de Paris.

## Juventude e educação
Nascido em Caiena, na Guiana Francesa, neto de escravos, Félix era o quarto filho de uma família de cinco irmãos. Seu pai, Yves Urbain Éboué, era garimpeiro de ouro, e sua mãe, Marie Josephine Aurélie Leveillé, era dona de uma loja nascida em Roura. Ela criou seus filhos na tradição Guiana Créole.
Éboué ganhou uma bolsa para estudar no ensino médio em Bordeaux. Éboué também era um grande jogador de futebol, capitaneando o time da escola quando eles viajavam para jogos na Bélgica e na Inglaterra. Formou-se em direito pela École nationale de la France d'Outre-Mer (abreviadamente chamada de École coloniale), uma das grandes écoles de Paris.

## Carreira
Éboué serviu na administração colonial em Ubangui-Chari por vinte anos e depois na Martinica. Em 1936, foi nomeado governador de Guadalupe, o primeiro homem de ascendência negra africana a ser nomeado para um cargo tão importante em qualquer parte das colônias francesas.

Desenho de Félix Éboué de Charles Alston, 1943

Dois anos depois, com o conflito no horizonte, ele foi transferido para o Chade, chegando a Fort Lamy em 4 de janeiro de 1939. Ele foi fundamental no desenvolvimento do apoio chadiano à França Livre em 1940. Isso acabou dando à facção de Charles de Gaulle o controle da o resto da África Equatorial Francesa.

### Nova política indígena para o império francês
Como governador de toda a África Equatorial Francesa entre 1940 e 1944, Éboué publicou A Nova Política Indígena para a África Equatorial Francesa, que definiu as linhas gerais de uma nova política que defendia o respeito pelas tradições africanas, o apoio aos líderes tradicionais, o desenvolvimento de estruturas sociais existentes e melhoria das condições de trabalho. O documento serviu de base para a conferência de Brazzaville dos governadores coloniais franceses, realizada em 1944, que buscou introduzir grandes melhorias para os povos das colônias. 
Ele classificou 200 africanos instruídos como "évolués notáveis" e reduziu seus impostos, além de colocar alguns funcionários públicos gaboneses em cargos de autoridade. Ele também se interessou pelas carreiras de indivíduos que mais tarde se tornariam importantes em seus próprios direitos, incluindo Jean-Hilaire Aubame e Jean Rémy Ayouné.

## Vida pessoal
Éboué casou-se com Eugénie Tell. Em 1946, uma de suas filhas, Ginette, casou-se com Léopold Sédar Senghor, o poeta e futuro presidente do Senegal independente.
Em 1922, Éboué foi iniciado como maçom na Loja "La France Équinoxiale" em Caiena. Durante a sua vida frequentou as lojas "Les Disciples de Pythagore" e "Maria Deraismes". Ele é considerado o primeiro maçom a se juntar à Resistência. Sua esposa, Eugénie, foi iniciada em Droit Humain na Martinica e sua filha Ginette na Grande Loge Féminine de France.
Éboué morreu em 1944 de um acidente vascular cerebral enquanto estava no Cairo. Seus restos mortais foram enterrados novamente no Panteão de Paris em 1949, tornando Éboué o primeiro francês negro homenageado dessa maneira.

## Legado e honras

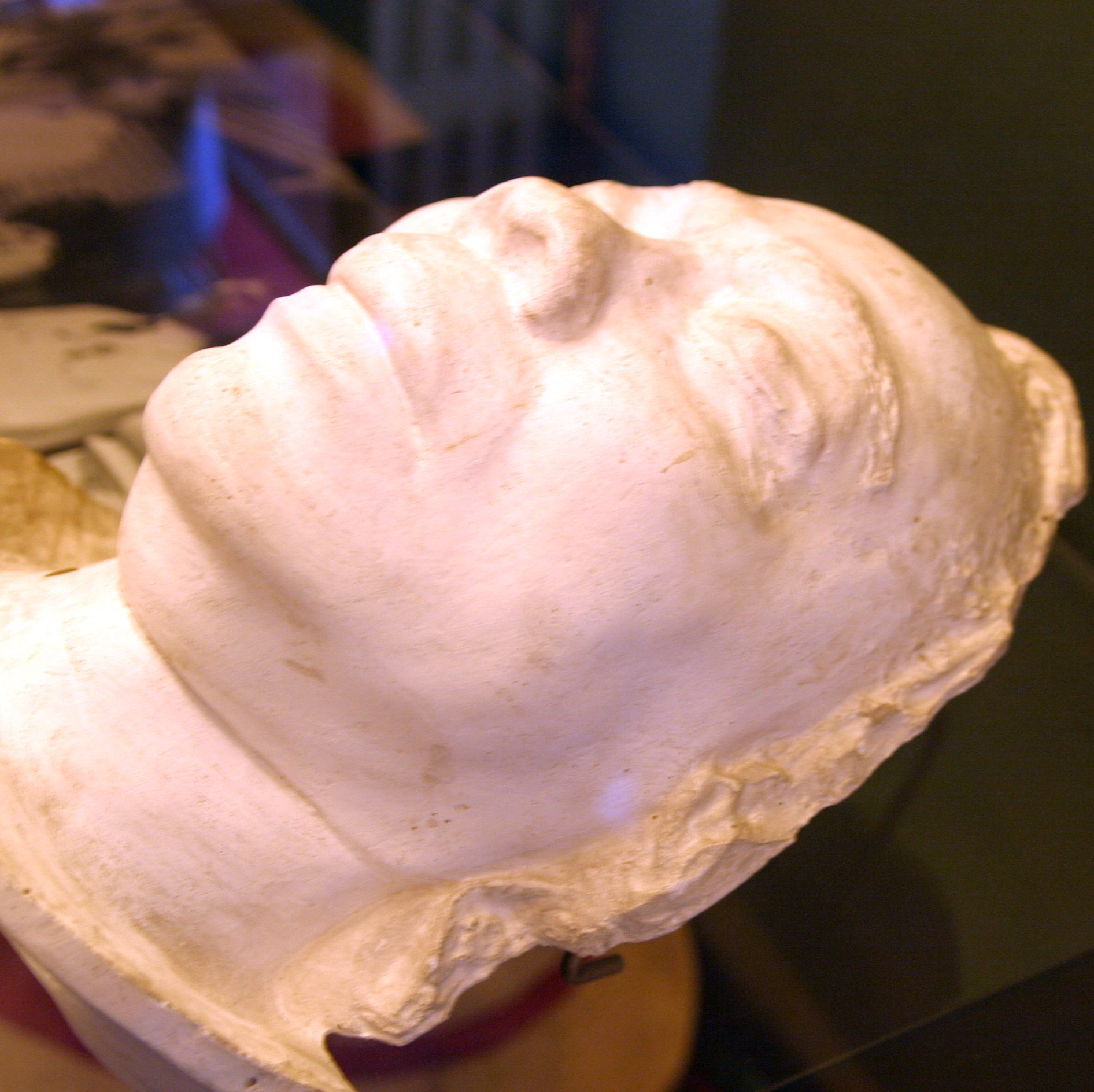
Máscara mortuária de Félix Éboué no Musée de l'Ordre de la Libération

Éboué foi condecorado com o título de Oficial da Legião de Honra, condecorado em 1941 com a Cruz da Libertação e foi nomeado membro do Conselho da Ordem da Libertação.
Em 1961, o Banque Centrale des États de l'Afrique Équatoriale et du Cameroun (Banco Central dos Estados Equatoriais da África e Camarões) emitiu uma nota de 100 francos com seu retrato. As colônias francesas na África também publicaram uma emissão conjunta de selos em 1945 em homenagem a sua memória.
Dentro da França, uma praça, Place Félix-Éboué, no 12º arrondissement de Paris tem o nome dele, assim como a estação de metrô de Paris Daumesnil Félix-Éboué adjacente. Uma escola primária em Le Pecq leva seu nome e oferece educação bilíngue inglês/francês. Uma pequena rua perto de La Défense foi batizada em sua homenagem.
O principal aeroporto de Caiena, na Guiana Francesa, que antes recebia o nome do conde de Rochambeau, foi renomeado em sua homenagem em 2012.
O Lycée Félix Éboué em N'Djamena é uma das escolas secundárias mais antigas do Chade. Fundado em 1958 como uma faculdade de educação geral, foi nomeado liceu em 1960, ano em que o Chade se tornou um país independente. Em 2002, foi dividido em duas escolas separadas, cada uma com cerca de 3.000 alunos.